# Dasychira phloeobares
Dasychira phloeobares är en fjärilsart som beskrevs av Collenette 1938. Dasychira phloeobares ingår i släktet Dasychira och familjen tofsspinnare. Inga underarter finns listade i Catalogue of Life.